# Шиофок
Шиофок (мађ. Siófok) је град у Мађарској који се налази на јужној обали језера Балатон у округу Шомођ. Овај град је популарна туристичка дестинација са неколицином плажа и добром климом. Шиофок је, услед развијеног туризма, једна од најбогатијих општина Мађарске. Често се назива и „главним градом Балатона“.
Река Шио, која пролази кроз Шиофок, је отока језера Балатон.

## Становништво
По процени из 2017. у граду је живело 25.468 становника.
| 1990.  | 2001.  | 2011.  | 2017.  |
| ------ | ------ | ------ | ------ |
| 22.627 | 22.684 | 25.045 | 25.468 |

## Партнерски градови
- Нетанја
- Бад Кисинген
- Сен Лорен ди Вар
- Валдхајм
- Ландсберг ам Лех
- Оулу
- Пореч
- Пјарну
- Волнат Крик
- Георгени

## Познати становници града
- Џон Херш или Херш Јанош, јеврејски мађарско-канадски позоришни редитељ.
- Имре Калман, јеврејски композитор оперета